# TGcom24 (testata)
TGcom24 è la testata cui fanno capo gli spazi d'informazione del gruppo Mediaset, eccetto TG5 e Videonews. Produce l'omonimo canale televisivo, il TG4, Studio Aperto e Sport Mediaset. Dal giugno 2016 è diretta da Andrea Pucci.

## Descrizione

### Antefatti

Logo di NewsMediaset, utilizzato dal 1º marzo 2010 al 29 novembre 2021

NewsMediaset nacque il 1º marzo 2010 come agenzia di stampa per fornire i servizi giornalistici e le inchieste alle varie testate giornalistiche del gruppo Mediaset, con un corpo redazionale formato da giornalisti provenienti da TG4, TG5, Studio Aperto e TGcom.
La testata faceva da service a tutte le strutture informative Mediaset, dai canali digitali terrestri ai siti internet, e ai telegiornali, fornendo immagini, notizie e servizi. Si occupava inoltre di studiare e realizzare il canale all-news TGcom24, in onda a partire dal 28 novembre 2011 sul digitale terrestre. Dal 2013 al 2016 fu diretta da Rosanna Ragusa.

### Riorganizzazione delle testate
Dal 17 giugno 2019 il TG4, Studio Aperto, Sport Mediaset e TGcom24, pur rimanendo in onda come notiziari distinti, non sono più testate autonome, confluendo con le proprie redazioni in NewsMediaset, diretta da Andrea Pucci. Il TG5 e Videonews, invece, continuano a mantenere la propria autonomia editoriale.
Il 15 novembre 2021 Mediaset annuncia una riorganizzazione del comparto d'informazione, poi effettivamente avvenuta il 29. In conseguenza a ciò, TGcom24 diventa il nuovo nome di NewsMediaset e produce il TG4, Studio Aperto, Sport Mediaset e l’omonimo canale all-news tutti dallo stesso studio, ovvero il 15 del CPTV di Cologno Monzese, definito hub dell’informazione, nel quale vengono trasmesse molte delle principali produzioni d’informazione del gruppo Mediaset.
Dal 2021 anche i contenitori mattutini e pomeridiani di Canale 5, prodotti da Videonews, andarono in onda dallo studio 15. Il primo ad essere stato trasmesso è Morning News il 26 luglio 2021. Poi seguirono: il 13 dicembre 2021 Mattino Cinque News, Pomeriggio Cinque News (dal 20 dicembre 2021 al 14 gennaio 2022) e Pomeriggio Cinque (dal 2 maggio 2022 al 2 giugno 2023).
Fino al 14 gennaio 2022 TGcom24 ha curato anche Mediavideo, il teletext di Mediaset.

## Produzioni trasmesse

### Telegiornali
| Logo | Nome           | Data di lancio   | Descrizione                               |
| ---- | -------------- | ---------------- | ----------------------------------------- |
|      | Studio Aperto  | 16 gennaio 1991  | È il notiziario di Italia 1.              |
|      | Sport Mediaset | 16 gennaio 1991  | Notiziario sportivo in onda su Italia 1.  |
|      | TG4            | 29 luglio 1991   | È il notiziario di Rete 4.                |
|      | TGcom24        | 28 novembre 2011 | È il canale all-news del gruppo Mediaset. |

### Altre
- Superpartes
- Pressing

### Produzioni del passato
Intrattenimento
- Bikini
- Jekyll - La vera faccia della tv
- People - la cronaca, le storie
- Stasera che sera!
- Storie di donne
- Supercinema
- Tiki Taka - La repubblica del pallone[N 2]

Telegiornali e teletext
- TGcom
- Mediavideo

## Direttori
| Nome           | Periodo   |
| -------------- | --------- |
| Mario Giordano | 2010-2013 |
| Rosanna Ragusa | 2013-2016 |
| Andrea Pucci   | Dal 2016  |